# Грёнланд, Петер
Петер Грёнланд (дат. Peter Grønland, первоначально нем. Grönland; 15 октября 1761, Вильстер — 30 декабря 1825, Копенгаген) — датский музыкант.
В 1782—1785 гг. изучал право в Кильском университете, после чего отправился в Копенгаген для работы в Германской канцелярии — государственном органе Датского королевства, управлявшем делами входивших в его состав немецких герцогств Гольштейн и Шлезвиг. Занимал должность копииста, затем секретаря, затем архивариуса. В 1794—1810 гг. управляющий Королевской фарфоровой мануфактуры. С 1801 г. коммерции советник, в 1803—1816 гг. один из управляющих королевской сокровищницей.
Наибольшее значение, однако, имела деятельность Грёнланда как музыканта. Ему принадлежит значительное количество вокальных сочинений, многие из них (не менее 50) на стихи И. В. Гёте; некоторые песни и романсы Грёнланда основаны на скандинавском музыкальном фольклоре. Грёнланд выступал как музыкальный критик в датской и германской периодике (в том числе в журнале К. Ф. Крамера Magazin der Musik), пропагандировал произведения И. С. Баха и Г. Ф. Генделя. Наряду с И. А. П. Шульцем он был покровителем и в какой-то мере наставником Кристофа Фридриха Вейсе. Ценные книги и ноты из собрания Грёнланда через коллекцию Вейсе попали в Королевскую библиотеку Дании.
Брат, Йохан Фридрих Грёнланд, работал органистом в Альтоне и Копенгагене. Его сыновья — художник Тойде Грёнланд и ботаник Иоганнес Грёнланд.